# Skjutningar i Sverige
Skjutningar i Sverige är attentat och attacker medelst skjutvapen. Vapnen som används är eldvapen, luftvapen och det som i vardagligt tal benämns som handeldvapen. Polismyndigheten beskriver en bekräftad skjutning som ett "tillfälle då det avfyrats projektiler med krutladdat vapen och att det finns spår efter detta i form av kulor, hylsor eller skador på material eller personer som kommer av beskjutningen, alternativt att det finns fler än ett oberoende ögonvittne till skjutningen. Skjutningen måste också vara icke-legal och inte uppenbart oavsiktlig."
Antalet konstaterade fall av dödligt våld per capita i Sverige hade en topp på 1980-talet och började åter öka efter en lägsta nivå år 2012. Fram till början av 2020-talet har frekvensen av dödade genom skärande och stickande successivt minskat, men istället har antalet skjutningar med dödlig utgång ökat till rekordnivåer under 2020-talet. Uppklarandegraden år 2020 var låg för skjutningar i kriminella miljöer, och hög för andra skjutningar.
Under 2022 skedde i genomsnitt mer än en skjutning per dag och över en dödlig skjutning i veckan – båda siffrorna rekordhöga. De flesta skjutningarna har skett i Stockholmsregionen.
Under 2023 och 2024 minskade antalet skjutningar i Sverige markant, enligt Polismyndighetens statistik. År 2024 rapporterades totalt 270 skjutningar, en minskning med nästan 30 procent jämfört med de 368 skjutningarna året innan. Även antalet skadade och avlidna minskade betydligt: 57 personer skadades och 44 omkom under 2024, jämfört med 108 skadade och 54 avlidna 2023. Polisen tillskriver minskningen bland annat en förbättrad förmåga att förhindra och avvärja våldsdåd, samt en effektivare analys och informationsinhämtning. Samtidigt har de misstänkta gärningspersonerna blivit yngre. En fjärdedel av de misstänkta var under 18 år, och ett tiotal av dessa var under 15 år.

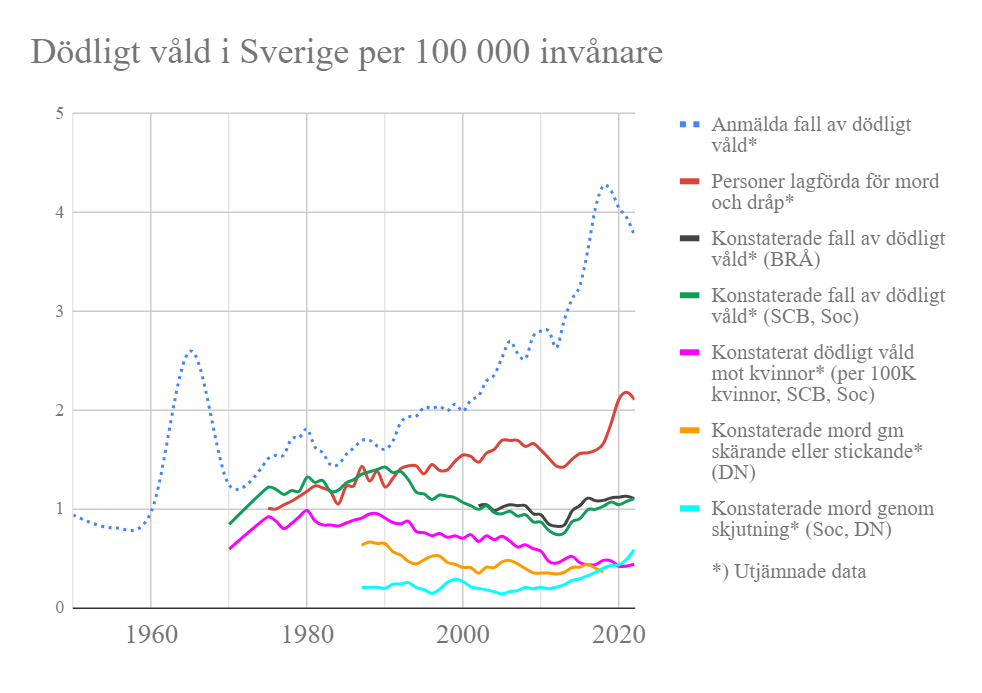
Mord och dråp i Sverige per 100 000 invånare över tid. Notera att dödsfall som behöver utredas regelmässigt registreras av polisen som anmälda fall av dödligt våld för att kunna prioriteras, men senare kan konstateras vara självmord, olyckor eller felaktiga uppgifter om dödsfall. Datakällor: BRÅ, SCB, Socialstyrelsens dödsorsaksregister via DN, polisen.
-) Utjämnat genom löpande medelvärden över tre år.

## Bakgrund
Regeringen gav Polismyndigheten uppdrag från och med november 2016 att föra statistik över antalet bekräftade skjutningar per månad, polisregion. Det inkluderar antalet skjutningar med dödlig utgång och hur många som skadats av skjutvapenvåld. Före 2016 har Polismyndigheten tillsammans med Brottsförebyggande rådet fört statistik över antalet dödsskjutningar i Sverige.

### Kriminella grupperingar och det ökande skjutvapenvåldet i Sverige
Brottsförebyggande rådet släppte 2020 en studie som beskriver det dödliga våldet i den kriminella miljön under perioden 2005-2017. Studien visar att under åren 2014-2017 utgjorde dödligt våld vid konflikter i den kriminella miljön en dryg fjärdedel av det dödliga våldet i Sverige, med cirka 30 fall per år. Jämfört med perioden 2004-2007 låg nivån på omkring 10 fall per år. Studien visar också att det ökande antalet fall av dödligt våld i den kriminella miljön rörde främst unga män mellan 18 och 24 år. Det var vanligt att dessa bodde hemma hos sina föräldrar, var arbetslösa eller studerade.
Den mest använda våldsmetoden vid dödligt våld generellt i Sverige har varit kniv, men användningen av skjutvapen har ökat stadigt sedan mitten av 00-talet och var 2017 nästan lika vanligt som kniv. Automatvapen förekom i stort sett inte alls fram till 2012, men förekommer i nära en fjärdedel av fallen i den kriminella miljön under den senare delen av perioden som Brå studerat.
2021 konstaterade en studie att dödsskjutningarna hade ökat i Sverige under den senaste perioden, och att ingen motsvarande utveckling kunde observeras i övriga Europa. Från att Sverige i början av 00-talet befann sig i den nedre delen av rangordningen vad gäller förekomsten av dödligt våld med skjutvapen låg landet kring 2020 mycket högt inom Europa, med cirka fyra avlidna per miljon i befolkningen per år. Främst drabbades unga män (20–29 år).
Ökningen av dödsskjutningarna och skillnaden mot övriga Europa har i hög grad gällt den kriminella miljön. Vid slutet av 2010-talet skedde omkring 80 procent av dödsskjutningarna i Sverige i den kriminella miljön, vilket kan jämföras med 60 procent i Nederländerna. Det kan även jämföras med 30-50 procent i Sverige under 2000-2010, och knappt 20 procent 1995-1999.

### Typer av vapen
Enligt en rapport från Polisregion Stockholm varierar fabrikaten av skjutvapen. Den stora variationen av olika typer av vapen som smugglats in bedömdes 2021 tala för att vapenmarknaden är decentraliserad och att det inte finns några stora vapenlager. Det framstår som vanligare att de vapen som återanvänds är av kändare märken så som Glock och Walther, vilket bedöms bero på att de har högre renommé och blir en form av statussymbol. Vidare framkom att det är lättare att köpa ammunition till pistoler än till automatkarbiner.
| Semiautomatiska pistoler | Antal | Automatvapen                | Antal | Övriga vapentyper       | Antal |
| ------------------------ | ----- | --------------------------- | ----- | ----------------------- | ----- |
| Zastava-pistoler         | 26    | Zastava M70 (automatkarbin) | 19    | Ombyggda start/gasvapen | 11    |
| Glock-pistoler           | 13    | Skorpion vz. 61 (k-pist)    | 6     | Revolvrar               | 7     |
| CZ-pistoler              | 7     | AG Strojnica ERO (k-pist)   | 1     | Hagel- och kulgevär     | 8     |
| Beretta-pistoler         | 5     | AKS-47 (automatkarbin)      | 1     | Antika vapen            | 2     |
| Tanfoglio-pistoler       | 4     | CZ vz. 58 (automatkarbin)   | 1     | Start- och gasvapen     | 3     |
| Övriga modeller          | 32    |                             |       |                         |       |
| Totalt                   | 87    | Totalt                      | 28    | Totalt                  | 31    |

### Kartläggning av gärningspersoner
Dagens Nyheter publicerade 2021 en kartläggning av alla som häktats, åtalats eller dömts för skjutvapenvåld sedan 2017. Totalt ingår 432 personer i DN:s kartläggning och samtliga har varit häktade, åtalade eller dömda i någon av de skjutningar som ägt rum i Sverige under perioden 1 januari 2017 till 31 augusti 2021 och som lett till att personer dödats eller skadats. Gärningspersoner under 15 år ingår inte i DN:s undersökning eftersom de inte är straffmyndiga. DN understryker att majoriteten av brotten inte är uppklarade och att endast cirka en tredjedel av skjutningarna har lett till att någon har blivit häktad, åtalad eller dömd.
DN visar att 97 % av de misstänkta gärningspersonerna var män och medianåldern var 23 år. Mer än hälften (56 %) av dem som var16-30 år gamla hade ofullständiga betyg från nionde klass i grundskolan. Av samtliga hade 38 % en förälder som någon gång dömts till fängelse och en fjärdedel av föräldrarna hade varit eller var beroende av ekonomiskt bistånd. 71 % av de misstänkta som var 18-25 år gamla saknade inkomst eller uppvisade en obefintlig inkomstnivå och 76 % av samtliga var tidigare dömda för något eller flera brott. Två tredjedelar av personerna mellan 18 och 25 år bodde hemma hos en eller båda föräldrarna och mer än hälften (52 %) hade växt upp med en ensamstående mor. Strax under hälften (49 %) var folkbokförda i socioekonomiskt utsatta områden. 85 % av gärningspersonerna hade utländsk bakgrund och av dessa hade 62 % bakgrund i Mellanöstern och Afrika. Av dessa 85 % var 41 % utrikes födda (vanligaste födelseländerna var Irak, Somalia, Syrien, Balkan och Turkiet), 35 % inrikes födda med utrikes födda föräldrar och 9 % inrikes födda med en utrikes född förälder. 89 procent av de utrikes födda invandrade före år 2010. Mindre än en procent – tre personer – var vid brottstillfället asylsökande eller befann sig i Sverige utan tillstånd.

## Våld som drabbar utomstående
Justitieminister Morgan Johansson sa 2017 att risken är låg att skjutvåldet drabbar andra personer än de som är menade som måltavlor.
Enligt Polismyndigheten 2019 hade minst tolv personer som var åskådare dödats i korseld under de senaste tio åren (2009-2019) och risken för allmänheten att skadas eller dödas hade ökat.
Under 2011-2020 dog eller skadades 46 personer i skjutvapenvåld utan att de var inblandade i den aktuella konflikten, vid 36 olika våldsbrott. Av dessa var åtta under femton år. Enligt Joakim Sturup, forskare vid Centrum för psykiatriforskning, kan en bidragande faktor vara den ökande användningen av automatkarbiner. Kriminologen Mikael Rying menar (2020) att mycket av den grova och våldsamma brottsligheten är oorganiserad vilket ökar risken att våldet drabbar utomstående. Gängkonflikterna under 2020-talet har innefattat dödligt våld som avsiktligt riktats mot gängmedlemmarnas anhöriga.
Efter att en 12-årig flicka av misstag sköts ihjäl i augusti 2020 krävde bland annat Kristdemokraternas partiledare Ebba Busch att det skulle stiftas en ny lag om kronvittnessystemet. Regeringen beslutade i januari 2022 om en lagrådsremiss med förslag för att bryta tystnadskulturen och få fler att våga vittna om brott. Den 1 januari 2025 trädde en ny lag i kraft som möjliggör att vittna anonymt i brottmål.
År 2023 var det fler än 28 utomstående personer som dog eller skadades av gängens skjutvapenvåld eller sprängningar. Det var mer än dubbelt så många som året innan. Under 2024 minskade antalet anhöriga och utomstående som skadades eller dödades i samband med skjutningar, även om våldsmetoder som involverar anhöriga som måltavlor fortfarande förekom. I maj 2025 bedömde polisen att 60 utomstående personer dödats eller skadats i skjutningar och sprängdåd som kopplas till kriminella nätverk.

## Statistik och lista över nyliga dödsskjutningar
Grafen nedan visar antalet dödsskjutningar per år enligt rättsmedicinalverkets rättsläkare och dödsorsaksregistret.
| Antal dödskjutningar mellan 2007 och 2024 |
|                                           |

### 2022
Under 2022 registrerades det 391 skjutningar i Sverige enligt polisen. Av dessa hade 62 dödlig utgång och totalt 107 med skador.
| Dödsskjutningar 2022 |
| --- |
| Januari - 10 januari – En ung man död efter skottlossning i Jakobsberg, Järfälla. - 14 januari – Man hittad med skottskador i lägenhet i Värnhem i Malmö. - 18 januari – Man död efter skottlossning i Tågaborg i Helsingborg. - 22 januari – Man död efter skottlossning i Lindängen i Malmö. - 25 januari – Ung man död – hittades skjuten i radhusområde i Hallunda-Norsborg i Botkyrka. - 28 januari – Tidigare gängledare ihjälskjuten i Ekholmen i Linköping. - 29 januari – Ung man mördad – hittades skjuten i trapphus i Rinkeby i Stockholm. Februari - 4 februari – Man avliden efter skottlossning i Borås. - 9 februari – 20-årig man död efter skjutning i Fisksätra i Nacka. - 11 februari – Ung man skjuten i huvudet i Kalmar. - 13 februari – Man död efter skottlossning i Skarpnäck i Stockholm. - 17 februari – Man skjuten till döds i Hörby. - 22 februari – Man död efter skjutning i Södertälje. - 28 februari – En död och en svårt skadad efter skjutning i Söderhamn. Mars - 4 mars – Man skjuten till döds i Haninge. - 6 mars – Ung man död efter skjutning i Kalmar. - 20 mars – Man skjuten till döds vid gym i Lidköping. - 28 mars – Man avliden efter skjutning på gym i Vasastaden i Stockholm. April - 5 april – 19-årig man ihjälskjuten i Botkyrka. - 10 april – Mördad man hittades på villatomt i Södertälje. - 10 april – Man död efter skottlossning i Skarpnäck, Stockholm. - 13 april – Man skjuten till döds i parkeringshus i Karlshamn. - 14 april – Man ihjälskjuten i Storumans kommun i Västerbotten. - 15 april – Familj död i bostad i Vallentuna i Stockholm. - 28 april – Man död efter skjutning på gym på Hisingen i Göteborg. Maj - 20 maj – En person hittad död i Varberga i Örebro. - 22 maj – Ung man mördad i Funkabo i Kalmar. - 23 maj – Man skjuten till döds i Eskilstuna. - 29 maj – Två unga män ihjälskjutna i Örebro. Juni - 7 juni – Man sköts till döds i Kristianstad. - 10 juni – 20-årig man skjuten till döds i Södertälje. - 23 juni – Man i 30-årsåldern död efter skottlossning i Solberga i Stockholm. Juli - 7 juli – Man död efter skottlossning på Hisingen i Göteborg. - 14 juli –21-åring ihjälskjuten i Farsta strand i Stockholm. - 19 juli – Man skjuten till döds i Alby i Botkyrka. - 20 juli – Man död efter skottlossning i Tumba i Botkyrka. - 22 juli – Man ihjälskjuten i Heleneholm i Malmö. - 26 juli – Gängkopplad 17-åring hittad död söder om Stockholm. - 28 juli – 20-årig man hittad död vid badplats i Malmö. - 30 juli – Ung man skjuten till döds i Örebro. Augusti - 7 augusti – Man död efter skjutning i Hässelby gård, Stockholm. - 10 augusti – Gängman mördad – sköts i huvudet i Vårberg i Stockholm. - 19 augusti – En man ihjälskjuten och en kvinna allvarligt skadad efter skjutning på köpcentret Emporia i Malmö. - 25 augusti – Man i 20-årsåldern skjuten till döds i Helsingborg. - 25 augusti – Gängtopp ihjälskjuten med flera skott i Haninge i Stockholm. September - 22 september – Man i 20-årsåldern skjuten till döds i Gamlegården, Kristianstad. - 30 september – En 19-årig man död efter skottlossning i Ronna i Södertälje. Oktober - 1 oktober – En man i 40-årsåldern död efter skjutning i Ronna i Södertälje. - 6 oktober – En död och en skadad efter skottlossning i Södertälje. - 11 oktober – Man ihjälskjuten i Märsta. - 16 oktober – Taxichaufför skjuten till döds i Bergsjön, Göteborg. - 20 oktober – 21-årig man död efter hittad skjuten i bil på Gullmarsplan i Stockholm. - 25 oktober – 16-årig pojke skjuten till döds på en gång- och cykelväg i Sandviken. November - 1 november – Ung man skjuten till döds i Bäckby i Västerås. - 5 november – Man i 25-årsåldern ihjälskjuten i Gävle. - 8 november – En man i 20-årsåldern ihjälskjuten i Gårdsten i Göteborg. - 22 november – Skottlossning i Växjö – man i 70-årsåldern död. December - 4 december – 25-årig man skjuten till döds i Södertälje. - 24 december – Man död efter att ha blivit skjuten av polis i Vimmerby. - 25 december – Man i 30-årsåldern skjuten till döds i Rinkeby. - 31 december – Man i 20-årsåldern skjuten till döds i Vällingby. |

### 2023
Under 2023 registrerades det 363 skjutningar i Sverige enligt polisen. Av dessa hade 53 dödlig utgång och totalt 109 med skador.
| Dödsskjutningar 2023 |
| --- |
| Januari - 4 januari - Man i 25-årsåldern skjuten till döds i Jordbro. - 20 januari - Man död efter skjutning i Huvudsta i Solna. - 28 januari - Pojke i 15-årsåldern skjuten till döds i Skogås i Huddinge. Februari - 4 februari - Man hittad skjuten i Söderhamn. - 17 februari - Man död efter skottlossning i Trelleborg. Mars - 3 mars - Man skjuten till döds i villa i Tullinge - 7 mars - Man i 30-årsåldern skjuten till döds i Flemingsberg April - 5 april - Man skjuten till döds i Skärholmen. - 6 april - Man skjuten till döds i Eskilstuna. - 14 april - Man skjuten till döds i Rågsved. - 17 april - Man skjuten till döds i Eskilstuna. - 26 april - Man skjuten till döds i Borlänge. - 27 april - Man hittad ihjälskjuten i bil i Guldheden i Göteborg. Maj - 8 maj - Man ihjälskjuten i Jakobsberg. - 14 maj - Man ihjälskjuten i Landskrona. - 17 maj - Tre skjutna i Rågsved – en död. - 30 maj - En död i samband med skottlossning i Hagalund i Solna. - 31 maj - Man i 30-årsåldern hittad ihjälskjuten i Lillhagen. Juni - 10 juni - Två döda och två skottskadade i Farsta. - 20 juni - Man skjuten till döds i parkeringshus i Malmö. - 20 juni - Man död efter att ha skjutits i Göteborg. Juli - 9 juli - Ung man sköts till döds i Västerås. - 10 juli - Man skjuten till döds i västra Stockholm. - 13 juli - Tre döda personer med relation till varandra hittade i fordon i Skinnskatteberg, skjutna till döds. är med som 2 i polisens statistik - 19 juli - Man skjuten vid skola i Örebro. - 21 juli - Man död efter skottlossning i Eskilstuna. Augusti - 3 augusti - Man i 70-årsåldern hittad skjuten i Hyllinge i Åstorp. - 4 augusti - En man död efter skjutning i Haninge. - 7 augusti - Man skjuten till döds i Sätra, Stockholm. - 18 augusti - Dubbla skjutningar i Västerås - en död. - 22 augusti - Man död efter skjutning på Dalhem, Helsingborg. enligt statistiken från polisen och DN två döda September - 7 september - Kvinna ihjälskjuten i Gränby i Uppsala. - 9 september - 13-årig pojke skjuten till döds, återfunnen i Haninge. - 12 september - Man i 25-årsåldern död efter skottlossning i Uppsala. - 13 september - Man död efter skjutning i Helenelund i Sollentuna. - 13 september - Man död efter skjutning i centrala Stockholm. - 14 september - Tonåring död efter skjutning i Västertorp i Stockholm. - 16 september - Man ihjälskjuten i Råcksta, Stockholm. - 21 september - Två döda efter skjutning på krog i Sandviken. - 27 september - Man i 18-årsåldern skjuten till döds i Fruängen. - 28 september - Skottlossning i Jordbro – en död. Oktober - 8 oktober - Man skjuten till döds i Araby. - 12 oktober - En död efter skottlossning i Västberga i Stockholm. - 13 oktober - Två kvinnor ihjälskjutna i villa i Tullinge i Stockholm. November - 17 november - Man skjuten till döds i Västerås. - 27 november - Man i 20-årsåldern skjuten till döds i Marielund i Norrköping. December - 11 december - Misstänkt cykelolycka i Eskilstuna var dödsskjutning - 20 december - 17-årig pojke skjuten till döds i Marielund i Norrköping. |

### 2024
Under 2024 registrerades det 270 skjutningar i Sverige enligt polisen. Av dessa hade 44 dödlig utgång och totalt 57 med skador.
Januari
- 6 januari – Man i 20-årsåldern skjuten (avliden den 6 februari) i Mjärdervi i Linköping.[151]
- 11 januari – 25-årig man död efter skottlossning i Sandviken.[152]

Februari
- 3 februari – Två män ihjälskjutna i Göteborg.[153]

Mars
- 1 mars – Ung man ihjälskjuten i Skärholmen.[154]
- 7 mars – Man i 25-årsåldern ihjälskjuten i Bredäng.[155]
- 11 mars – Ung man död efter skottlossning i Kristianstad.[156]
- 21 mars – Man ihjälskjuten i Fittja.[157]

April
- 5 april – Man död efter skottlossning i Helsingborg.[158]
- 9 april – Man skjuten till döds i Helsingborg.[159]
- 10 april – Man i 40-årsåldern skjuten till döds i Skärholmen.[160]
- 14 april – 16-årig pojke ihjälskjuten i Navestad i Norrköping.[161]

Maj
- 6 maj – Man i 40-årsåldern död efter skottlossning vid Helgalunden på Södermalm.[162]
- 20 maj – Man död efter skjutning i Bredäng.[163]

Juni
- 3 juni – Två män i 30-årsåldern ihjälskjutna i Hageby i Norrköping.[164]
- 5 juni – Man i 25-årsåldern skjuten till döds i garage på Hisingen i Göteborg.[165]
- 17 juni – Ung man ihjälskjuten i Salem.[166]

Juli
- 2 juli – Man död efter skjutning i Södertälje.[167]
- 4 juli – Man död efter skottlossning i Göteborg.[168]
- 9 juli – Tonåring död efter skjutning i Bagarmossen.[169]
- 28 juli – Man död efter skottlossning i Gävle.[170]
- 30 juli – Man skjuten till döds i Upplands-Bro.[171]

Augusti
- 2 augusti – Man avliden efter skjutning i Borås.[172]
- 3 augusti – Man ihjälskjuten i Midsommarkransen i Stockholm.[173]
- 10 augusti – Man död efter skottlossning i Skurup.[174]
- 12 augusti – Man i 20-årsåldern skjuten till döds i centrala Norrköping.[175]
- 13 augusti – Man död efter skottlossning i Berga i Linköping.[176]
- 26 augusti – Skottlossning i Malmö – en död.[177]
- 27 augusti – Man död efter skottlossning i Botkyrka.[178]
- 30 augusti – Man död efter skottlossning i Eskilstuna.[179]

September
- 19 september – Man ihjälskjuten i Hallstahammar.[180]
- 21 september – Man skjuten till döds i Uddevalla.[181]
- 25 september – Man hittad död vid väg, misstänks skjuten i Närkes Kil i Örebro kommun.[182]

Oktober
- 7 oktober – 50-årig man ihjälskjuten i Malmö.[183]
- 16 oktober – Man i 20-årsåldern skjuten till döds i Osby.[184]
- 21 oktober – Man i 40-årsåldern skjuten till döds i Huskvarna.[185]
- 22 oktober – Kvinna i 60-årsåldern ihjälskjuten i Akalla.[186]

November
- 11 november – Man skjuten (avliden den 12 november) i Malmö.[187]

December
- 16 december – Två personer skjutna i Växjö (kvinna avliden)[188]
- 19 december - Man i 25-årsåldern ihjälskjuten i garage i centrala Norrköping.[189]
- 31 december – Två pojkar i 15-årsåldern skjutna i Rosengård i Malmö. Ena avliden den 2 januari 2025.[190]

### 2025 (urval)
Januari
- 28 januari - Man i 20-årsåldern död efter skottlossning i Lund.[191]
- 29 januari - Man i 65-årsåldern skjuten till döds i Husby.[192]
- 29 januari - Man i 40-årsåldern ihjälskjuten i Hovsjö i Södertälje. [193]

Februari
- 4 februari – Elva personer avlidna på Campus Risbergska vid skolskjutningen i Örebro.[194]
- 21 februari – Man i 30-årsåldern ihjälskjuten i Öster i Gävle.[195]
- 24 februari – Man i 20-årsåldern ihjälskjuten i Alby.[196]
- 26 februari – Man skjuten till döds i Andersberg i Gävle.[197]

Mars
- 2 mars - Två pojkar i 16-årsåldern skjutna i Fruängen – en död.[198]
- 21 mars - Man i 20-årsåldern ihjälskjuten i Geneta i Södertälje.[199]

April
- 14 april – Två män ihjälskjutna i Biskopsgården.[200]
- 27 april – Man i 20-årsåldern död efter skottlossning i Årby i Eskilstuna.[201]

- 29 april – Tre personer, mellan 15 och 20-årsåldern skjutna till döds på frisörsalong i Uppsala.[202]

Maj
- 13 maj - Man ihjälskjuten vid restaurang i Boländerna i centrala Uppsala.[203]

Juli
- 11 juli - Två män i 35-årsåldern ihjälskjutna i Alvesta.[204]
- 27 juli - Man i 20-årsåldern skjuten till döds i Barkaby i Järfälla, norra Stockholm.

Augusti
- 15 augusti - 2 personer skjutna i Örebro, en avliden.[205]